# 苹果酸脱氢酶 (草酰乙酸脱羧) (NADP+)
苹果酸脱氢酶 (草酰乙酸脱羧) (NADP+)（EC 1.1.1.40 （页面存档备份，存于）），化學式為:C3017H4749N821O857S26MgMn是一种以NAD+或NADP+为受体、作用于供体CH-OH基团上的氧化还原酶。这种酶能催化以下酶促反应：
(S)-苹果酸 + NADP+ {\displaystyle \rightleftharpoons } 丙酮酸 + CO2 + NADPH
苹果酸脱氢酶 (草酰乙酸脱羧) (NADP+)是C4和CAM植物固定二氧化碳过程中使用的三种脱羧酶之一（其余两种分别为苹果酸脱氢酶 (脱羧)和磷酸烯醇丙酮酸羧化激酶）。